# Silviu Ploeșteanu
Silviu Ploeșteanu (28 de enero de 1913, Craiova - 13 de abril de 1969, Brașov) fue un futbolista y entrenador de fútbol rumano. Dirigió durante veinte temporadas consecutivas al Steagul Roșu Brașov, el cuarto registro más largo en un entrenador de fútbol. Falleció en 1969 mientras dirigía a otro club de la ciudad, el Tractorul Brașov.

## Trayectoria
Silviu Ploeșteanu desarrolló gran parte de su carrera como futbolista en el Universitatea Cluj (1932–1937) y en el Venus București (1937–1946), en el que disputó más de un centenar de partidos de liga. Acabó su carrera en el UA Brașov.
Fue en la ciudad de Brașov en la que permanecería para comenzar su carrera de entrenador y dirigir al Steagul Roșu Brașov (actual FC Brașov) durante veinte temporadas consecutivas. Además, compaginó su cargo en el club transilvano con el de seleccionador de Rumania entre 1962 y 1964, a la que dirigió en los Juegos Olímpicos de Tokio 1964. Ploeșteanu fue uno de los teóricos de fútbol más importantes en el fútbol rumano.
Falleció el 13 de abril de 1969 tras un ataque al corazón a la edad de 56 años. Dirigía a otro club de la ciudad, el Tractorul Brașov. Fue enterrado en el cementerio de la Iglesia rumana de la ciudad dos días después. El estadio del FC Brașov lleva uno de sus dos nombres en honor del entrenador.

## Selección nacional
Ploeșteanu fue internacional en once ocasiones con la selección de Rumania. Sólo anotó un gol con el combinado rumano, en un partido amistoso disputado el 14 de julio de 1940 en el Riederwaldstadion ante la selección de Alemania.
| # | Fecha               | Estadio                                     | Oponente | Marcador | Resultado | Competición |
| - | ------------------- | ------------------------------------------- | -------- | -------- | --------- | ----------- |
| 1 | 14 de julio de 1940 | Riederwaldstadion, Frankfurt, Alemania nazi | Alemania | 2–7      | 3–9       | Amistoso    |